# Valerij Viktorovič Želobinskij
Valerij Viktorovič Želobinskij (in russo Bалерий Bикторович Желобинский?), noto anche con la traslitterazione di Valery (Viktorovich) Zhelobinsky, talvolta trascritto anche come Zhelobinski o Valarie Jelobinsky, (Tambov, 27 gennaio 1913 – Leningrado, 13 agosto 1946) è stato un compositore e pianista russo.

## Biografia
Želobinskij studiò musica prima a Tambov e poi, dal 1928 al 1932 presso il Conservatorio di Leningrado con Vladimir Ščerbatov. Si è esibito per tutta l'Unione Sovietica come solista. Tornò a Tambov nel 1942 per insegnare al Collegio musicale. Fu presidente dell'Unione dei Compositori.
Nonostante la sua breve carriera, la produzione di Želobinskij è stata notevole. Le sue quattro opere, tra cui Kamarinskij Mužik (Il contadino di Kamarino) (prodotto a Leningrado nel 1933) e Mat' (Madre) (1938, basato sul romanzo di Maksim Gor'kij), sono state ben accolte. Egli ha anche scritto musica per orchestra tra cui sei sinfonie, e tre concerti per pianoforte e orchestra.
Il suo poema romantico per violino e orchestra fu eseguito per la prima volta a Leningrado, insieme alla prima rappresentazione della sesta sinfonia di Šostakovič, nel novembre 1939.
Dalle sue numerose opere per pianoforte, i sei brevi studi furono eseguiti negli USA da Vladimir Horowitz e là pubblicati nel 1946. Due di questi studi furono incisi da Oscar Levant.
Šostakovič ebbe molta considerazione di Želobinskij, e ha sostenuto, in una lettera del 1951 indirizzata a Chukali, segretario dell'Unione dei Compositori Sovietica, che avrebbe dovuto essere incluso in un elenco proposto di 100 compositori russi, sottolineando che a causa della prematura morte egli non ha mai potuto raggiungere il picco massimo del suo talento compositivo.

## Opere

### Orchestra
- 6 Sinfonie (1930-1946)
- Concerto per pianoforte e orchestra (1933 — 1939)
- Sinfonietta (1934)
- Poema romantico per violino e orchestra (1934)

### Opera
- Komarinskij mužik ("Il contadino di Kamarino") (teatro opera Malyj di Leningrado, 1933)
- Imeniny ("L'onomastico") (1935)
- Mat', (Madre) (Teatro Bol'šoj di Mosca, 1939)

### Operetta
- Pod stekljannym kolpakom ("Sotto la campana di vetro") (Leningrado, 1932)
- Poslednij bal, ("Ultima sfera") (Leningrado, 1939)

### Pianoforte
- Sonata
- Studi
- 24 Preludi
- pezzi strumentali

### Romanze
- Romanze, su poesie di Michail Lermontov e di Anna Achmatova

### Musica per produzioni drammatiche
- Dvenadcataja noč', ("La dodicesima notte") (Leningrado)
- Lev Guryč Siničkin (Leningrado)
- Siren''-čerëmucha, Il ciliegio di Lilac (Ivanovo)

### Musica per balletto
- Il 10 febbraio 1940 ha musicato per il Bol'šoj lo spettacolo di Aleksandr Gorskij Don Chisciotte restaurato dal coreografo Rostislav Zacharov.